# Emanuel Schikaneder

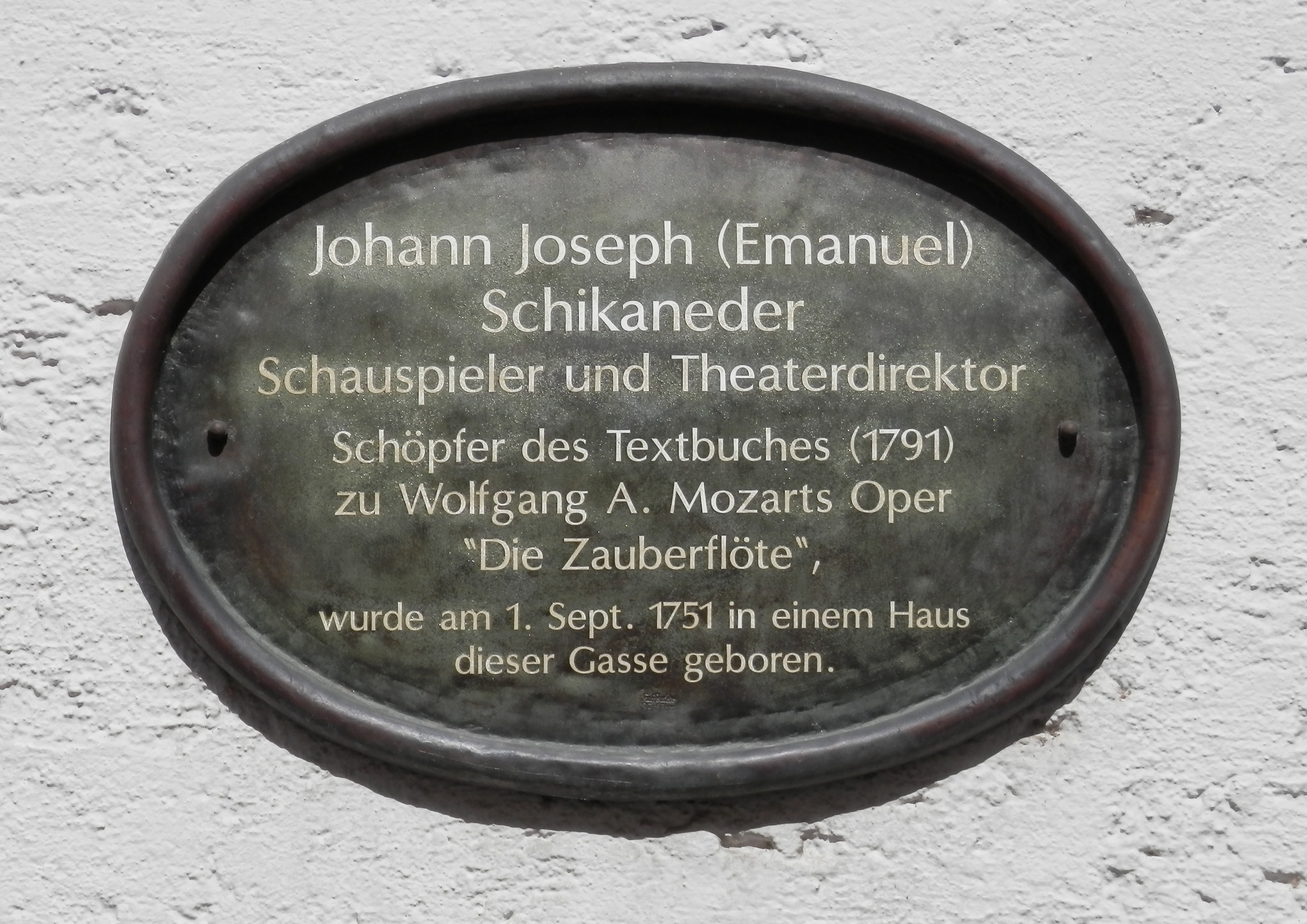
Schikaneders födelseplats i Straubing

Emanuel Schikaneder, född 9 september 1751 i Straubing, död 21 september 1812 i Wien, teaterchef och författare (dramatiker), frimurare av bayersk härkomst, verksam i Österrike. 
Han skrev främst lustspel och sångspel. Han är mest känd för librettot till Wolfgang Amadeus Mozarts sångspel Die Zauberflöte (sv. Trollflöjten), som uruppfördes i Wien 1791 med Schikaneder själv i rollen som Papageno. Mindre bekant är att Schikaneder skrev en fortsättning till detta stycke, Das Labyrinth oder Der Kampf mit den Elementen. Uppföljaren uruppfördes 1798 med musik av Peter von Winter. Schikaneder grundade teatern "Theater an der Wien" i Wien, en teater som fortfarande finns. Ovanför teaterns gamla entré (numera baksida), kan man se en avbildning i sten av Schikaneder i sin mest kända roll som Papageno.
I filmen Amadeus porträtteras han av Simon Callow.

## Verk

### Operor
| Verk                                           | År   | Kompositör       | Övrigt |
| ---------------------------------------------- | ---- | ---------------- | ------ |
| Die Zauberflöte                                | 1791 | Mozart           |        |
| Das Labyrinth oder Der Kampf mit den Elementen | 1798 | Peter von Winter |        |
| Alexander                                      |      | Franz Teyber     |        |